# 인천 옹진군의 국회의원
옹진군의 국회의원은 제3대 총선 때는 경기도 옹진군의 대부분이 군사분계선 이북 지역이 된 데다 한국 전쟁 직후여서 국회의원을 선출할 수 없었다. 이후, 제4대 총선부터 다시 국회의원을 선출하였다.

## 행정 구역 변천
- 1945년 9월 2일: 미국과 소련이 한반도를 분할 점령함으로써 옹진군의 대부분 지역이 미국 관할 아래, 38선 이북인 교정면과 가천면은 소련 관할 아래 들어감.
- 1945년 11월 4일: 황해도의 38선 이남 지역 경기도에 편입. 이에 따라 황해도 옹진군은 경기도 옹진군이 되었고, 벽성군 해남면·동강면·송림면과 장연군 백령면 등 38선 이남의 인근 4개면 옹진군에 편입.
- 1953년 7월 27일: 한국 전쟁으로 본래 황해도 옹진군이었던 지역은 군사분계선 이북 지역이 되고, 경기도 옹진군에는 백령면·송림면만 남게 됨.
- 1973년 7월 1일: 경기도 부천군이 폐지되면서 부천군의 섬 지역(6면 3출장소) 옹진군에 편입(8면 4출장소).
- 1974년 7월 1일: 백령면 대청출장소가 대청면으로 승격(9면 3출장소)
- 1983년 2월 15일: 영흥면 자월출장소가 자월면으로 승격(10면 2출장소)
- 1989년 1월 1일 영종면·용유면이 인천직할시 중구에 편입(8면 2출장소)
- 1994년 12월 26일: 대부면이 안산시에 편입(7면 2출장소)
- 1995년 3월 1일: 경기도 옹진군이 인천광역시에 편입되어 인천광역시 옹진군이 됨.
- 1999년 7월 20일: 송림면을 연평면으로 개칭.

## 옹진군의 역대 국회의원 일람
| 대수         | 이름           | 소속정당   | 임기                               | 선거구역                                    |
| ------------ | -------------- | ---------- | ---------------------------------- | ------------------------------------------- |
| 제4대        | 유영준(兪英濬) | 자유당     | 1958년 5월 31일 ~ 1960년 7월 28일  | 옹진군 일원(제25선거구)                     |
| 제5대 민의원 | 손치호(孫致浩) | 무소속     | 당선 무효                          | 옹진군 일원(제25선거구)                     |
| 제5대 민의원 | 장익현(張翼鉉) | 무소속     | 1960년 12월 31일 ~ 1961년 5월 16일 | 옹진군 일원(제25선거구)                     |
| 제6대        | 옥조남(玉朝南) | 민주공화당 | 1963년 12월 17일 ~ 1967년 6월 30일 | 시흥군·부천군·옹진군 일원(제13선거구)       |
| 제7대        | 오학진(吳學鎭) | 민주공화당 | 1967년 7월 1일 ~ 1971년 6월 30일   | 시흥군·부천군·옹진군 일원(제13선거구)       |
| 제8대        | 오학진(吳學鎭) | 민주공화당 | 1971년 7월 1일 ~ 1972년 10월 17일  | 부천군·옹진군 일원(제16선거구)              |
| 제9대        | 이택돈(李宅敦) | 신민당     | 1973년 3월 12일 ~ 1979년 3월 11일  | 시흥군·부천군·옹진군 일원(제6선거구)        |
| 제9대        | 오학진(吳學鎭) | 민주공화당 | 1973년 3월 12일 ~ 1979년 3월 11일  | 시흥군·부천군·옹진군 일원(제6선거구)        |
| 제10대       | 이택돈(李宅敦) | 신민당     | 1979년 3월 12일 ~ 1980년 7월 4일   | 부천시·안양시·시흥군·옹진군 일원(제6선거구) |
| 제10대       | 윤국노(尹國老) | 민주공화당 | 1979년 3월 12일 ~ 1980년 10월 27일 | 부천시·안양시·시흥군·옹진군 일원(제6선거구) |
| 제11대       | 윤국노(尹國老) | 민주정의당 | 1981년 4월 11일 ~ 1985년 4월 10일  | 안양시·시흥군·옹진군 일원(제6선거구)        |
| 제11대       | 이석용(李奭鎔) | 민주한국당 | 1981년 4월 11일 ~ 1985년 4월 10일  | 안양시·시흥군·옹진군 일원(제6선거구)        |
| 제12대       | 이택돈(李宅敦) | 신한민주당 | 1985년 4월 11일 ~ 1988년 5월 29일  | 안양시·광명시·시흥군·옹진군 일원(제4선거구) |
| 제12대       | 윤국노(尹國老) | 민주정의당 | 1985년 4월 11일 ~ 1986년 12월 9일  | 안양시·광명시·시흥군·옹진군 일원(제4선거구) |
| 제13대       | 장경우(張慶宇) | 민주정의당 | 1988년 5월 30일 ~ 1992년 5월 29일  | 안산시·옹진군 일원                          |
| 제14대       | 장경우(張慶宇) | 민주자유당 | 1992년 5월 30일 ~ 1995년 6월 10일  | 안산시·옹진군 일원                          |
| 제15대       | 서정화(徐廷華) | 신한국당   | 1996년 5월 30일 ~ 2000년 5월 29일  | 중구·동구·옹진군 일원                       |
| 제16대       | 서상섭(徐相燮) | 한나라당   | 2000년 5월 30일 ~ 2004년 5월 29일  | 중구·동구·옹진군 일원                       |
| 제17대       | 한광원(韓光元) | 열린우리당 | 2004년 5월 30일 ~ 2008년 5월 29일  | 중구·동구·옹진군 일원                       |
| 제18대       | 박상은(朴商銀) | 한나라당   | 2008년 5월 30일 ~ 2012년 5월 29일  | 중구·동구·옹진군 일원                       |
| 제19대       | 박상은(朴商銀) | 새누리당   | 2012년 5월 30일 ~ 2015년 12월 24일 | 중구·동구·옹진군 일원                       |
| 제20대       | 안상수(安相洙) | 무소속     | 2016년 5월 30일 ~ 2020년 5월 29일  | 중구·동구·옹진군·강화군 일원                |
| 제21대       | 배준영(裵俊英) | 미래통합당 | 2020년 5월 30일 ~ 2024년 5월 29일  | 중구·강화군·옹진군 일원                     |
| 제22대       | 배준영(裵俊英) | 국민의힘   | 2024년 5월 30일 ~ 현재             | 중구·강화군·옹진군 일원                     |

## 같이 보기
- 인천 중구의 국회의원
- 인천 동구의 국회의원
- 강화군의 국회의원
- 안산시의 국회의원
- 시흥시의 국회의원
- 안산시·옹진군
- 중구·동구·옹진군
- 중구·동구·강화군·옹진군
- 중구·강화군·옹진군